# Alfred Heurich
Alfred Heurich (1883-1967) est un architecte allemand. Il est l'inventeur du Kayak démontable.

## Biographie
Fils d'un élu local, pharmacien de son état, Alfred Heurich naît le 3 février 1883, à Metz, une ville de garnison animée d'Alsace-Lorraine. Attiré par les sports nautiques, il s'inscrit à la Société des régates messines. Il construit son premier bateau démontable en 1897, le  Pfiffikus, avec des tiges de bambou et de la toile. Il le teste sur la Moselle le 21 octobre 1897, entre Metz et Thionville, se laissant porter par le courant. L'embarcation avait quatre mètres de long et 85cm de large En 1903, il quitte sa ville natale pour suivre des études d'architecture à l'Université technique de Munich.
En 1905, à Weimar, Alfred Heurich construit son premier kayak démontable. Il teste son invention sur l'Isar en Bavière, de Bad Tölz à Munich. Inspiré du Kayak Inuit, une embarcation qu'il avait vu au Münchener Völkerkundemuseum, le Luftikus avait une structure en bambou, avec une coque à base de toiles tendues. Il pouvait être plié et transporté dans trois sacs, chacun pesant moins de 4,5 kg.
La même année, Heurich fonde à Rosenheim, où coule la rivière Inn, le premier club de Kayak démontable. Il publie ensuite un manuel pour ce type d'embarcation. Accompagné par sa future épouse, Karoline Dutz, il améliore son prototype. En 1907, il dépose un brevet pour le modèle Delphin. La commercialisation de son modèle Delphin par un marchand d'article de sport de Rosenheim est une réussite. Avec le modèle suivant, Luftikus, Heurich fera plus de 100 000 km sans chavirer. 
En 1909, Heurich travaille comme architecte à Bruxelles. En 1911, il revient à Metz, où les projets en Nouvelle Ville ne manquent pas. En 1913, il séjourne à Weissenfels. En 1923, il déménage de nouveau à Rosenheim. En 1930, il reçoit l'insigne d'honneur de la "Deutscher Kanu-Verband", l'Association allemande de canoë-kayak à la cérémonie de clôture de la 10e régate de l'Isar.
Alfred Heurich est l'auteur de plusieurs ouvrages de référence sur le Kayak démontable. Il s'est éteint le 12 avril 1967, à Rosenheim, en Haute-Bavière.

## Ses Publications
- Im Faltboot (1906)
- Das Kajak-Faltboot, Leipzig : Grethlein & Co., 1923
- Inn, Leipzig : Grethlein & Co., 1924
- Vom Lehrling zum Meisterangler, 1925
- Wildwasserfahrten im Kajak-Faltboot, Leipzig : Grethlein & Co., 1925
- Das Kajak-Faltboot, Leipzig : Grethlein & Co., 1925
- Des Silberfischleins Abenteuer, Leipzig : R. Eckstein Nachf., 1927

## Sources
- Fritz Vollmar :Heurich, Alfred, in: Neue Deutsche Biographie 9, 1972, (p. 44-45) (deutsche-biographie.de).
- Erwin Sturm: Vater des Faltboot-Erfinders stammte aus Rommerz. In: Buchenblätter, Beilage der Fuldaer Zeitung für Heimatfreunde, 40. Jahrgang 1967, Nr. 15, (p. 59).
- Franz Friedl: Die Rommerzer Heurichs. In: Buchenblätter, Beilage der Fuldaer Zeitung für Heimatfreunde, 68. Jahrgang 1995, Nr. 4/5, (p. 15–18).
- Hella Kemper: Seetüchtiges Handgepäck. In: Die Zeit, Nr. 22 du 25 mai 2005 (en ligne).
- Hans-Michael Körner (dir) : Große Bayerische Biographische Enzyklopädie, 4 tomes, Walter de Gruyter, Berlin, 2005 (p. 851).